# Colle Aperto
Colle Aperto è una frazione di Roma Capitale, situata in zona Z. XIV Borghesiana, nel territorio del Municipio Roma VI (ex Municipio Roma VIII).
Sorge sul lato est di via Borghesiana, tra le frazioni di Colle del Sole a nord, Colle Regillo e Finocchio a sud.

## Odonimia
I nomi delle vie sono quelli di comuni e località della Calabria.